# Francisco de Eça, Fidalgo do Conselho
Francisco de Eça (c. 1468 - Conquista de Azamor, 1514) foi um político português.

## Biografia
D. Francisco de Eça era filho secundogénito varão de D. João de Eça e de sua primeira mulher Maria de Melo.
A 9 de Fevereiro de 1506, D. Francisco de Eça, Fidalgo da Casa Real, teve Provisão para receber 100.000 reais da sua tença.
A 28 de Fevereiro de 1512, D. Francisco de Eça, Fidalgo da Casa Real, foi nomeado para o Conselho do Rei, com os privilégios habituais inerentes ao cargo.
Morreu em combate na Conquista de Azamor.
Casou com Cecília Pereira, nascida cerca de 1470, filha de Fernão Rodrigues Pereira, o Pássaro, e de sua mulher Helena de Brito, da qual teve uma única filha, D. Helena de Eça, nascida cerca de 1490, casada com Fernando de Castro, nascido cerca de 1478.